# Axel August Granfelt
Axel August Granfelt, född 26 juli 1846 i Hausjärvi, död 23 februari 1919 i Mäntyharju, var en finländsk folkbildare och nykterist. Han var son till Axel Fredrik Granfelt och gift med Mandi Granfelt.
Granfelt avlade medicine licentiatexamen 1878. Han var sekreterare i Folkupplysningssällskapet mellan 1878 och 1907, och startade Folkupplysningssällskapets kalender 1881. Han främjade även biblioteksfrågan och grundade sångfestivalerna 1884.
Granfelt förespråkade grundandet av folkhögskolor i Finland och var en ledande gestalt inom nykterhetsrörelsen. År 1888 grundade han Måttlighetens vänner, som omvandlades till den absolutistiska Nykterhetens vänner.
Hans fem söner antog släktnamnet Kuusi år 1906, ett finskt ord som betyder "gran". Bland dem kan nämnas Eino Kuusi och Sakari Kuusi.